# Arcahaie (arrondissement)
Arcahaie (franska: Arrondissement d’Arcahaie) är ett arrondissement i Haiti.   Det ligger i departementet Ouest, i den centrala delen av landet, 30 km norr om huvudstaden Port-au-Prince. Antalet invånare är 166 890. Arean är 611 kvadratkilometer.
Arcahaie delas in i:
- Arcahaie
- Cabaret